# ورنی

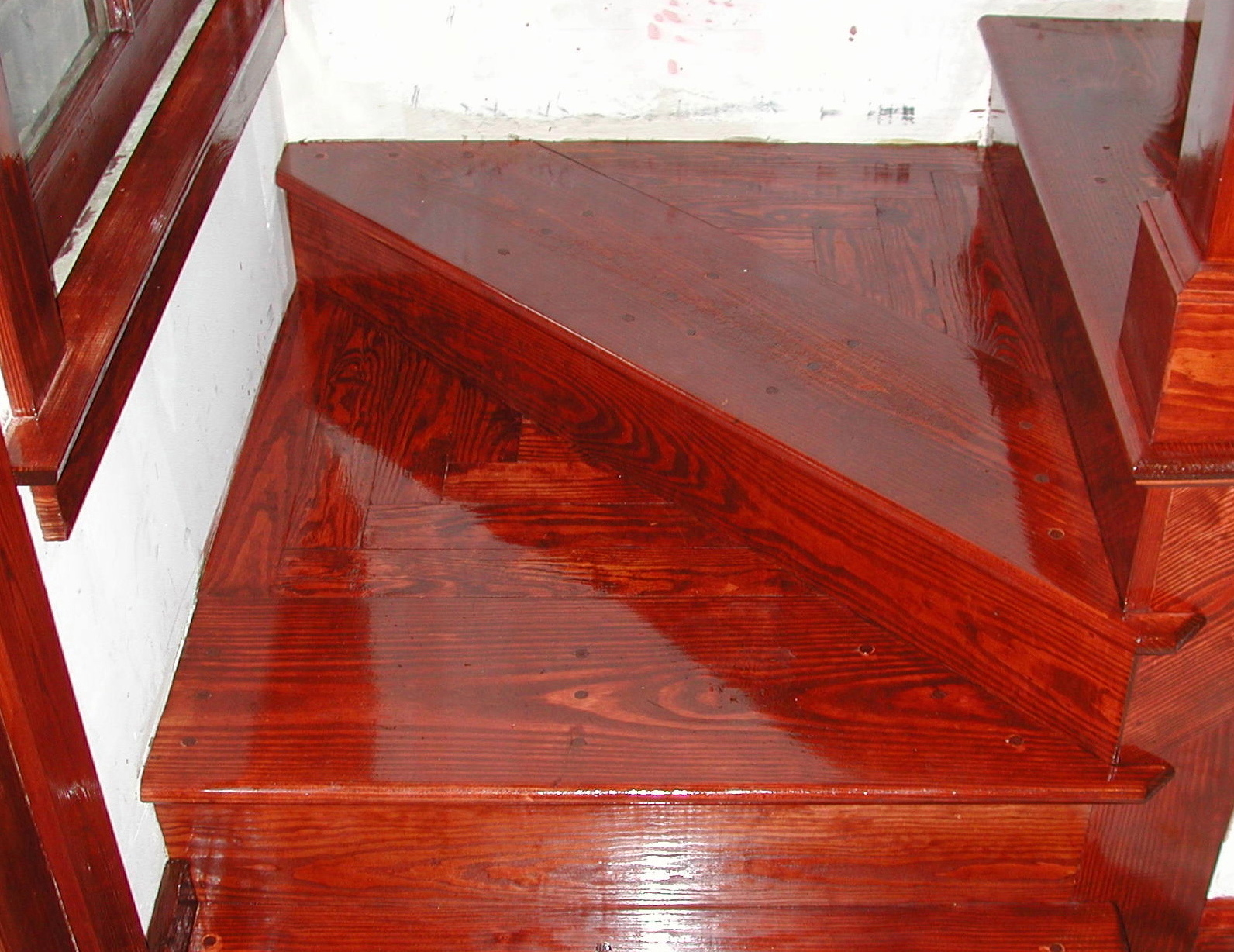
ورنی بر راه‌پله چوبی

ورنی (به فرانسوی: vernis) لایه‌ای شفاف، سخت و محافظ است که در نماکاری چوب استفاده می‌شود. ورنی در ابتدا ترکیبی مایع است اما پس از کشیده شدن روی چوب به فیلمی جامد تبدیل می‌شود. ورنی سنتاً آمیزه‌ای از روغن خشک‌شونده، انگم، و تینر یا حلال است. نماپوشه‌های ورنی معمولاً براق‌اند اما می‌توان با افزودن موادی به آن‌ها، برقه‌های اطلسی یا نیمه‌براق را تولید کرد. ورنی‌ها بر خلاف رنگ‌های نقاشی و رنگانه‌های چوب، فاقد رنگ یا رنگدانه هستند و شفاف می‌باشند. گاه ورنی را روی رنگانه چوب می‌کشند تا فیلمی براق و محافظ تشکیل شود. برخی از تولیدکنندگان نیز ورنی و رنگانه را با هم ترکیب می‌کنند و تحت عنوان یک محصول به فروش می‌رسانند.
این ماده هم می توان برای جلد کتاب های قرآنی استفاده شود و همچنین با این ماده هم می توان نقاشی کرد.